# 카쿠렌보 - 숨바꼭질
카쿠렌보 - 숨바꼭질(カクレンボ, Kakurenbo - Hide And Seek)은 일본에서 제작된 시우헤이 모리타 감독의 2005년 애니메이션 영화이다.

## 목소리 출연
- 타케우치 준코
- 스즈키 마사미
- 나이토 료

## 제작진
- 프로듀서: Koichiro Ito
- 음향: 카토 쇼지
- 배경: Daisuke Sajiki
- 애니메이션: 시우헤이 모리타
- 캐릭터: Daisuke Sajiki